# 福島県酪農業協同組合
福島県酪農業協同組合（ふくしまけんらくのうぎょうきょうどうくみあい）は、福島県本宮市に本部を置く酪農の専門農協である。略称は「福島県酪農協」。

## 概要
福島県の酪農の専門農協。1997年（平成9年）に福島県酪農販売農業協同組合連合会（福島県酪連）から全ての業務や権利を継承して福島県を代表する組織となる。
2007年（平成19年）10月、生産部門を独立させた酪王乳業（郡山市）を完全子会社として設立。酪王牛乳を使用して生産されている酪王カフェオレが特に人気があり、酪王乳業のサイトにファンのための掲示板が開設されていたこともある（2016年12月28日に終了）。
2021年（令和3年）10月、福島県酪農業協同組合の完全子会社である酪王乳業は全国農業協同組合連合会（全農）の完全子会社である東北協同乳業（本宮市）と対等合併し、酪王協同乳業が設立された。合併した酪王協同乳業の出資比率は全農が55%、県酪農協が45%である。

## 沿革
- 1948年（昭和23年）10月 - 福島県酪農販売農業協同組合連合会（以下、福島県酪連）設立。
- 1975年（昭和50年）12月 - 福島県酪連乳業部が郡山工場を設置し、公募によりブランド名が「酪王」と決定。
- 1994年（平成6年）3月 - 県内12の組合の合併により広域専門農協福島県酪農協が発足。
- 1997年（平成9年）10月 - 福島県酪連から一切の業務及び権利義務が承継され、これにより福島県を代表する組織となる。
- 2007年（平成19年）10月 - 乳業部門を酪王乳業株式会社として独立。
- 2021年（令和3年）10月 - 福島県酪農業協同組合の完全子会社である酪王乳業と全農の完全子会社である東北協同乳業（本宮市）が対等合併し、酪王協同乳業を設立[2]。